# Slunjčica (wieś)
Slunjčica – wieś w Chorwacji, w żupanii karlowackiej, w mieście Slunj. W 2011 roku liczyła 7 mieszkańców.